# Сухарнова, Ольга Леонидовна
Ольга Леонидовна Сухарнова (род. 14 февраля 1955, с. Переходинское, Красноярский край) — советская баскетболистка. Центровая. Заслуженный мастер спорта СССР (1976).
Окончила Московский технологический институт (1979), инженер-технолог.

## Биография
Училась в школе Людмилы Исааковны Пашинской.
В приглашении Ольги Сухарновой в «Спартак» решающую роль сыграл отец. Мать хотела, чтобы дочь отправилась в Волгоград. Общество «Динамо» обещало Сухарновой офицерское звание, продуктовый паек, форму. А отец Оли был заядлый рыбак и любил выпить. Главный тренер «Спартака» Давид Берлин направил в Тольятти своего друга Леонида Терехова с заданием перевербовать родителей. Поехали они с отцом Сухарновой на два дня рыбачить. Вернулись, и отец сказал: «Все, мать! Больше никаких разговоров. Оля едет в „Спартак“».
Выступала за «Спартак» (Московская область) (1971—1988), за французские клубы БАК Миранд (1988—1990), «Шаль-Лез-О Баскет» (1990—1994).
В 2000 году включена в женский баскетбольный зал славы.

## Достижения
- Чемпионка ОИ 1976, 1980
- Чемпионка мира 1975, 1983
- Чемпионка Европы 1972, 1974, 1976, 1978, 1980, 1981, 1983, 1985, 1987
- Чемпионка СССР 1978
- Серебряный призёр чемпионатов СССР 1976, 1979-82
- Бронзовый призёр чемпионатов СССР 1975, 1977
- Серебряный призёр VI (1975) и бронзовый — VII (1979) Спартакиад народов СССР.
- Обладательница Кубка СССР 1973
- Чемпионка Универсиад 1973, 1977, 1981
- Обладательница Кубка Лилиан Ронкетти 1977, 1981
- Чемпионка Франции 1989, 1990, 1991, 1992, 1993
- Награждена орденами «Знак Почета», Дружбы народов (1985) и медалью «За трудовую доблесть».

## Источник
Генкин З. А. Баскетбол: Справочник / Авт.-сост. З. А. Генкин, Е. Р. Яхонтов. — М.: Физкультура и спорт, 1983. — 224 с.